# Limba sámi din Ume
Sámi din Ume (Ubmejesámiengiälla, norvegiană Umesamisk, suedeză Umesamiska) este o limbă pe cale de dispariție (100 de vorbitori) din familia limbilor sámi (sámi de vest) vorbită local ca și limbă secundă în Norvegia și Suedia. Parlamentul Sámi Din Suedia afirmă că numărul persoanelor ce folosesc sámi din Ume ca și limbă maternă este mult mai redus (de ordinul zecilor) și că vorbitorii nativi se găsesc exclusiv pe teritoriul Suediei.

## Răspândire geografică
În Norvegia, majoritatea vorbitorilor de sámi din Ume se află pe teritoriul comunei Rana.
În ceea ce privește Suedia, limba este răspândită în comitatele Norrbotten și Västerbotten, mai precis pe terioriul comunelor Arvidsjaur, Arjeplog, Storuman, Malå și Sorsele.
Cercetătorii sunt de părere că valea râului Pite constituie granița de nord a teritoriului în care se vorbește limba sámi din Ume, dincolo de care încep să se vorbească limba sámi din Pite. Granița de sud a limbii este mai greu de stabilit datorită procesului de asimilare a laponilor în masa populației vorbitoare de suedeză, precum și a modificărilor administrativ-teritoriale ce au avut loc în decursul timpului.
Însemnările din anii 1830 ale preotului luteran Jonas Nensén menționează prezența limbii pe teritoriul actualei comune Åsele, ceea ce duce la concluzia că granița sudică a teritoriului ocupat de vorbitorii de sámi din Ume este localizată la limita dintre regiunile istorice Laponia și Västerbotten (la nord) și Jämtland și Ångermanland (la sud).
Cercetările ulterioare (2012) efectuate de profesorul Lars-Gunnar Larsson din cadrul universității din Uppsala au stabilit granița de sud a acestui teritoriu, undeva mai la nord decât se concluzionase anterior, mai precis în zona de interfluviu dintre râurile Ume și Vojmån.
Comuna Arjeplog este locul de întâlnire dintre limba sámi din Pite (cu o arie de răspândire situată mai la nord) și limba sámi din Ume.

## Dialecte
Cunoștințe despre limba sámi din Ume există de la cercetările efectuate în anii 1920 de către Nils Mooseberg în areale de vorbire precum partea de est a comunei Sorsele, precum și cele efectuate 20 de ani mai târziu de către lingvistul german Wolfgang Schlachter. Acesta din urmă a documentat limba din zona Malå, prin intermediul discuțiilor cu Lars Sjulsson (n.1871), originar din Setsele și a elaborat în anul 1958 un dicționar al limbii care alături de explicațiile unor cuvinte cuprinde și texte.
Specialistul suedez Lars Gunnar Larsson remarcă, în anul 2010, prezența unei axe de demarcație pe direcție nord-vest - sud-est între variantele limbii determinată de asemănările dintre dialectele limbii sámi din Ume și limbile sámi vecine. 
Astfel, dialectele din zonele Maskaure, Tärna și Ullsjaure au caracteristici similare limbii sámi de sud, în timp ce dialectele din arealele Malå, Malmesjaure și Malmesjaure, situate geografic mai la nord decât cele menționate anterior dețin reguli ce amintesc de limba sámi din Pite.
| Caracteristică                         | Dialectele (nord-)vestice ale limbii sámi din Ume | Dialectele (sud-)estice ale limbii sámi din Ume | Note                     |
| -------------------------------------- | ------------------------------------------------- | ----------------------------------------------- | ------------------------ |
| original *ðː                           | /rː/                                              | /ðː/                                            |                          |
| Terminația pentru singular în acuzativ | -p                                                | -w                                              | din Limba proto-sámi *-m |
| Cuvânt ce se traduce prin 'vultur'     | (h)àrʰčə                                          | àrtnəs                                          |                          |

## Fonetica

### Consoane
|          |         | Labial | Dental/ Alveolar | Post- alveolar | Velar | Glotal |
| -------- | ------- | ------ | ---------------- | -------------- | ----- | ------ |
| Nazal    | Nazal   | [m]    | [n]              | [ɲ]            | [ŋ]   |        |
| Oclusiv  | Oclusiv | [p]    | [t]              |                | [k]   |        |
| Africat  | Africat |        | [t͡s]             | [t͡ʃ]           |       |        |
| Fricativ | Mut     | [v]    | [s]              | [ʃ]            |       | [h]    |
| Fricativ | Vocal   | [v]    | [ð]              |                |       |        |
| Rotico   | Rotico  |        | [r]              |                |       |        |
| Sonant   | Sonant  |        | [l]              | [j]            |       |        |

### Vocale
|          | Anterioară | Anterioară | Anterioară | Centrală | Centrală | Posterioară | Posterioară |
| short    | short      | long       | short      | long     | short    | long        |             |
| -------- | ---------- | ---------- | ---------- | -------- | -------- | ----------- | ----------- |
| Închisă  | [i]        | [y]        | [iː]       | [ʉ]      | [ʉː]     | [u]         | [uː]        |
| Mijlocie | [e]        | [e]        | [eː]       |          |          | [o]         | [oː]        |
| Deschisă |            |            |            | [a]      | [aː]     |             |             |

## Sistem de scriere
Până pe data de 27.10.2010, când în urma deciziei de la Karasjok, Consiliul lingvistic sámi, instituție subordonată Parlamentului sámi decide asupra ortografiei oficiale a limbii sámi din Ume, nu a existat un sistem oficial de scriere al acestei limbi.